# Pleopeltis glabra
Pleopeltis glabra là một loài dương xỉ trong họ Polypodiaceae. Loài này được Fourn. mô tả khoa học đầu tiên năm 1870.
Danh pháp khoa học của loài này chưa được làm sáng tỏ. 